# Saucelle (Hiszpania)
Saucelle – gmina w Hiszpanii, w prowincji Salamanka, w Kastylii i León, o powierzchni 45,99 km². W 2011 roku gmina liczyła 383 mieszkańców.